# Starterslening
Een starterslening is een lening met specifieke voorwaarden, bedoeld voor initiële kredietverstrekking. In Nederland bestaat een starterslening voor startende woningeigenaars. In België kent men een starterslening voor beginnende ondernemers.

## Nederland
De Nederlandse Starterslening is een lening van de stichting Stimuleringsfonds Volkshuisvesting Nederlandse gemeenten (SVn), voorheen onderdeel van Rabobank Vastgoed. Over de lening wordt een hogere rente dan normaal betaald, maar omdat pas hoeft te worden afgelost wanneer het inkomen van de aanvrager is gestegen, kan deze meer lenen dan de norm van het NIBUD anders zou toelaten. Ook wanneer het inkomen onvoldoende stijgt om af te lossen, moet de schuld aan het eind van de looptijd worden terugbetaald.
Wanneer een startende woningeigenaar een lening voor een woning nodig heeft, kan hij vaak met zijn huidige inkomen, niet voldoende hypothecaire lening krijgen om een woning te kopen. De starterslening poogt het verschil tussen de maximale hypotheek en de koopsom te overbruggen. De hoogte van de lening hangt af van het inkomen, het eigen vermogen en voorwaarden die de gemeente stelt.
Door aanmerkelijke verschillen tussen de voorwaarden van de diverse gemeenten die meedoen, is de starterslening niet altijd beschikbaar.
Enkele voorwaarden kunnen zijn:
- Nieuwbouw of bestaande bouw
- Specifieke projecten
- Voormalige huurder
- Opbrengst terugstorten in de gemeentekas
- Een minimale of maximale koopsom
- Een maximaal bedrag aan starterslening
- Een maximaal percentage van de koopsom
- Een bepaalde rentevaste periode van de hypotheek
- Leeftijdsgrens
- Binding met de gemeente of regio

Momenteel doen zo'n 203 van de 431 Nederlandse gemeenten mee met de starterslening.
De Starterslening kent een rentevaste periode van 15 jaar, de maximale looptijd is 30 jaar. De eerste drie jaar daarvan is geen rente en aflossing verschuldigd. Als het inkomen voldoende is gestegen, gaat men na het derde jaar wel rente en aflossing betalen, volgens het principe van een annuïteitenhypotheek. Door middel van het aanvragen van een hertoets, kan de maandlast worden aangepast aan het inkomen van dat moment.
Anders dan de Eigenwoningbijdrage betreft het geen subsidie maar een lening. Omdat deze in de vorm van een tweede hypotheek wordt afgesloten, zijn notariskosten verschuldigd. Er zijn ook nog (fiscaal aftrekbare) financieringskosten: 1,5% afsluitkosten plus 0,9% voor de NHG.

## België
Het Belgisch Federale Participatiefonds kent een starterslening toe aan personen die als beginnende ondernemers aanvullend kapitaal zoeken voor de financiering van materiële, immateriële en financiële investeringen na voorstelling van hun bedrijfsplan. De lening loopt over een vast aantal jaren tegen een vaste rentevoet. Het eerste jaar is er een vrijstelling van aflossing van kapitaal. Er is geen waarborg vereist.
De lening wordt voorbehouden aan niet-werkende werkzoekenden die reeds minstens 3 maanden zijn ingeschreven, of aan diegenen die genieten van een wachtuitkering of leefloon. Het Participatiefonds zorgt naast de geldverstrekking ook voor begeleiding.
Ook verschillende financiële instellingen bieden op de commerciële markt starterleningen aan waarbij aan interessante voorwaarden beginnende ondernemingen als klant voor de bank worden aangetrokken.